# Alberto Ginés López
Alberto Ginés López (født 23. oktober 2002) er en spansk professionel klatrer med speciale i leadklatring og bouldering.
I august 2021 vandt han guld ved den første olympiske sportsklatrebegivenhed ved sommer-OL 2020 i Tokyo.